# جيورجيوس كريستودولو
جيورجيوس كريستودولو (22 أغسطس 1965 بنيقوسيا في قبرص - ) (باليونانية: Γεώργιος Χριστοδούλου)‏ هو لاعب كرة قدم قبرصي في مركز الدفاع. شارك مع منتخب قبرص لكرة القدم. أما مع النوادي، فقد لعب مع نادي أبويل ونادي أولمبياكوس ونادي أومونيا.

## مسيرته الكروية
لعب جيورجيوس كريستودولو خلال مسيرته الاحترافية مع 3 أندية في ستة عشر موسمًا وسجل خلالها 16 هدفًا ضمن 302 مباراة. حيث فاز في ستة مواسم بالكأس وفي أربعة مواسم بالدوري.
خاض جيورجيوس كريستودولو مسيرته مع نادي أومونيا في موسم 1986–87 في المرة الأولى ليلعب معه أربعة مواسم ثم في موسم 1993–94 ولمدة موسمين، مشاركًا طوالها في 126 مباراة سجل خلالها 6 أهداف. ثم انتقل إلى نادي أولمبياكوس في موسم 1990–91 واستمر معه طيلة ثلاثة مواسم، حيث شارك في 35 مباراة سجل خلالها 3 أهداف. لينتقل بعدها إلى نادي أبويل في موسم 1995–96 ليلعب معه سبعة مواسم، مشاركًا في 141 مباراة سجل خلالها 7 أهداف.

## روابط خارجية
- جيورجيوس كريستودولو على موقع قاعدة بيانات كرة القدم.إي يو (الإنجليزية)
- جيورجيوس كريستودولو على موقع ناشيونال فوتبول تيمز (الإنجليزية)